# Gran arlequí i petita ampolla de rom
Gran arlequí i petita ampolla de rom és un quadre de Salvador Dalí el 1925. Les seves dimensions són 89 × 50 cm i és pintat amb la tècnica d'oli sobre tela. Aquest quadre té un gran valor cultural i econòmic.
Actualment el quadre es troba al Museu Reina Sofia de Madrid.